# Dallas Tornado
O Dallas Tornado foi um time de futebol com sede em Dallas que jogou na North American Soccer League (NASL)  de 1967 a 1981. Das doze equipes que disputavam a liga, foi a que durou mais tempo – 15 temporadas.
Seus campos de origem eram Cotton Bowl (1967-1968), PC Cobb Stadium (1969), Franklin Field (1970-1971), Texas Stadium (1972-1975, 1980-1981) e Ownby Stadium no campus da SMU (1976). -7979). O clube jogou futebol de salão na Reunion Arena por uma temporada (1980–81) e sediou os dois dias de Regional de 1975 no Fair Park Coliseum .

## História

### 1967-1971
A franquia foi um dos clubes originais que jogaram na United Soccer Association, um dos dois precursores da NASL, em 1967. Naquele ano, clubes estrangeiros jogaram nas cidades dos EUA como times americanos. O time que jogou como o Dallas Tornado foi o Dundee United da Liga Escocesa de Futebol .
Na temporada seguinte, quando os EUA se fundiram com o NPSL, os proprietários Lamar Hunt e Bill McNutt tiveram que construir uma nova equipe do zero. Eles contrataram Bob Kap, um treinador de futebol sérvio que havia escapado com sua família durante a Revolução Húngara de 1956 . Kap havia estudado com Ferenc Puskás na Academia Soccor, na Hungria. Kap foi recrutado em Toronto, Canadá, onde se mudou após a Revolução de 1956. Durante os primeiros 6 meses como treinador, Kap viajou pela Europa para formar o novo Dallas Tornado, contratando jovens jogadores da Inglaterra.
O novato Dallas Tornado aprendeu a tocar em equipe em sua turnê mundial durante sete meses em 1967–68, onde tocaram 45   jogos em 26 países nos cinco continentes. A turnê mundial levou-os da Inglaterra à Índia, da Indonésia ao Vietnã durante o auge da guerra. O Tornado consistiu de 8 jogadores da Inglaterra, 5 da Noruega, 2 da Suécia e Holanda; havia apenas um jogador americano, Jay Moore.  O Tornado jogou na frente de multidões de até 50.000 jogadores e jogou com várias equipes bem estabelecidas, como o empate em 2 a 2 com o Fenerbahçe, além de jogar com o Real Oviedo, da segunda divisão espanhola, e com a seleção do Japão.  A turnê deu à nova equipe do Dallas Tornado uma cara internacional, numa época em que o futebol americano era relativamente desconhecido. O esforço galante resultou em um recorde de 10 vitórias, nove empates e 26 derrotas
Após a temporada de 1968 da NASL, a liga enfrentou problemas com dez franquias fechadas. A temporada de 1969 foi dividida em duas partes. A primeira metade foi chamada de Copa Internacional, um torneio de rodadas duplas em que os demais clubes da NASL eram representados por equipes importadas do Reino Unido. O Tornado foi representado novamente pelo Dundee United . O Tornado ficou empatado em terceiro lugar na Copa com um recorde de 2–4–2. Na segunda metade da temporada de 1969, as equipes retornaram às listas normais e jogaram uma programação de 16 jogos sem playoffs.
A sorte melhorou para o clube ao vencer o campeonato da NASL em 1971, derrotando o Atlanta Chiefs por 2-0 no jogo final de uma série de três jogos, Mike Renshaw marcando o gol da vitória. O caminho para esse título foi uma maratona que, com a exceção de uma mudança de regra, nunca poderia ser duplicada. No jogo 1 da semifinal da melhor de três contra o Rochester Lancers, o campeão da liga, Carlos Metidieri, misericordiosamente terminou o jogo por 2 a 1, no final do dia 15  minutos extras no 176º minuto, menos de quatro minutos antes de jogar dois jogos completos em um dia. Três dias depois, Dallas igualou a série em um jogo, cada um com uma vitória no regulamento por 3-1. Na partida de borracha, quatro dias depois, as duas equipes terminaram o regulamento empatado novamente com 1 gol cada. O jogo alcançou 4OTs antes de Bobby Moffat enviar Dallas para as finais nos 148   minuto. Quatro dias depois, Dallas perdeu o jogo 1 da NASL Championship Series, por 2 a 1 no 3OTs para Atlanta, após 123   minutos. No total, Dallas jogou 537   minutos de futebol (3   minutos antes de seis jogos) em 13  dias. Finalmente, o Tornado conseguiu controlar a série nos jogos 2 e 3, com pontuações de 4 a 1 e 2 a 0, respectivamente.

### 1972-1981

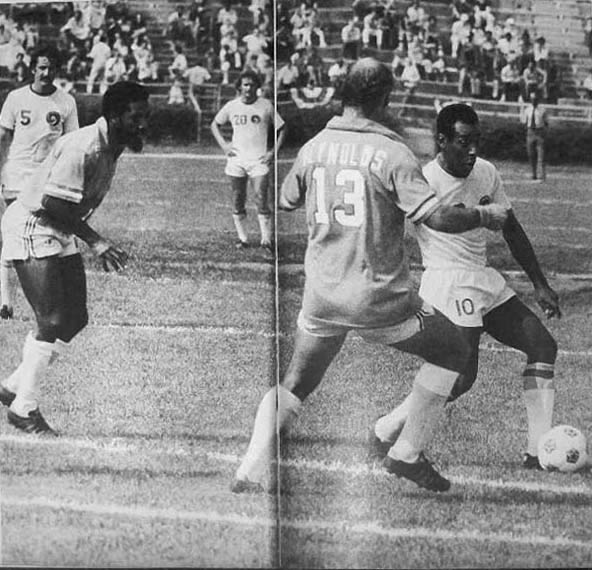
Pelé está carregando a bola durante a partida Tornado x New York Cosmos em 15 de junho de 1975

Vários títulos de divisão se seguiram nos anos seguintes ao título da liga. O rosto da equipe era Kyle Rote Jr., filho do ex-wide receiver do New York Giants Kyle Rote . Em 1973, Rote Jr. liderou a liga na pontuação e ganhou o prêmio de Rookie of the Year da liga. Rote Jr. aumentou ainda mais seu perfil público ao vencer a competição ABC Sports Superstars em 1974, 1976 e 1977.  Em 15 de junho de 1975, o Tornado jogou contra o Cosmos de Nova York na estréia na NASL de Pelé, partida transmitida nacionalmente pela CBS.  Steve Pecher ganhou o prêmio de novato da liga em 1976. O Tornado vendeu o Rote Jr. no final da temporada de 1978 ao Houston Hurricane por US $ 250.000.
Como foi o caso da maioria dos clubes da NASL, uma queda no número de participantes contribuiu para o fim do clube em 1981.  O Dallas Morning News estimou a perda financeira acumulada de Hunt e McNutt em mais de 15  anos no mínimo de US $ 20 milhões. Após a temporada de 1981, Hunt e McNutt decidiram fundir sua equipe com a franquia Tampa Bay Rowdies, mantendo uma participação minoritária no clube da Flórida.
Lamar Hunt não desistiu do futebol na América, no entanto, e foi um dos proprietários fundadores da Major League Soccer .
Ex-goleiro do Manchester United, Alex Stepney jogou pelo Dallas.

## Treinadores
- Jerry Kerr, 1967[8]
- Bob Kap, 1967
- Keith Spurgeon 1968
- Ron Newman 1969–1975
- Al Miller 1976-1980
- Mike Renshaw 1981
- Peter Short 1981